# Objaw piłki futbolowej

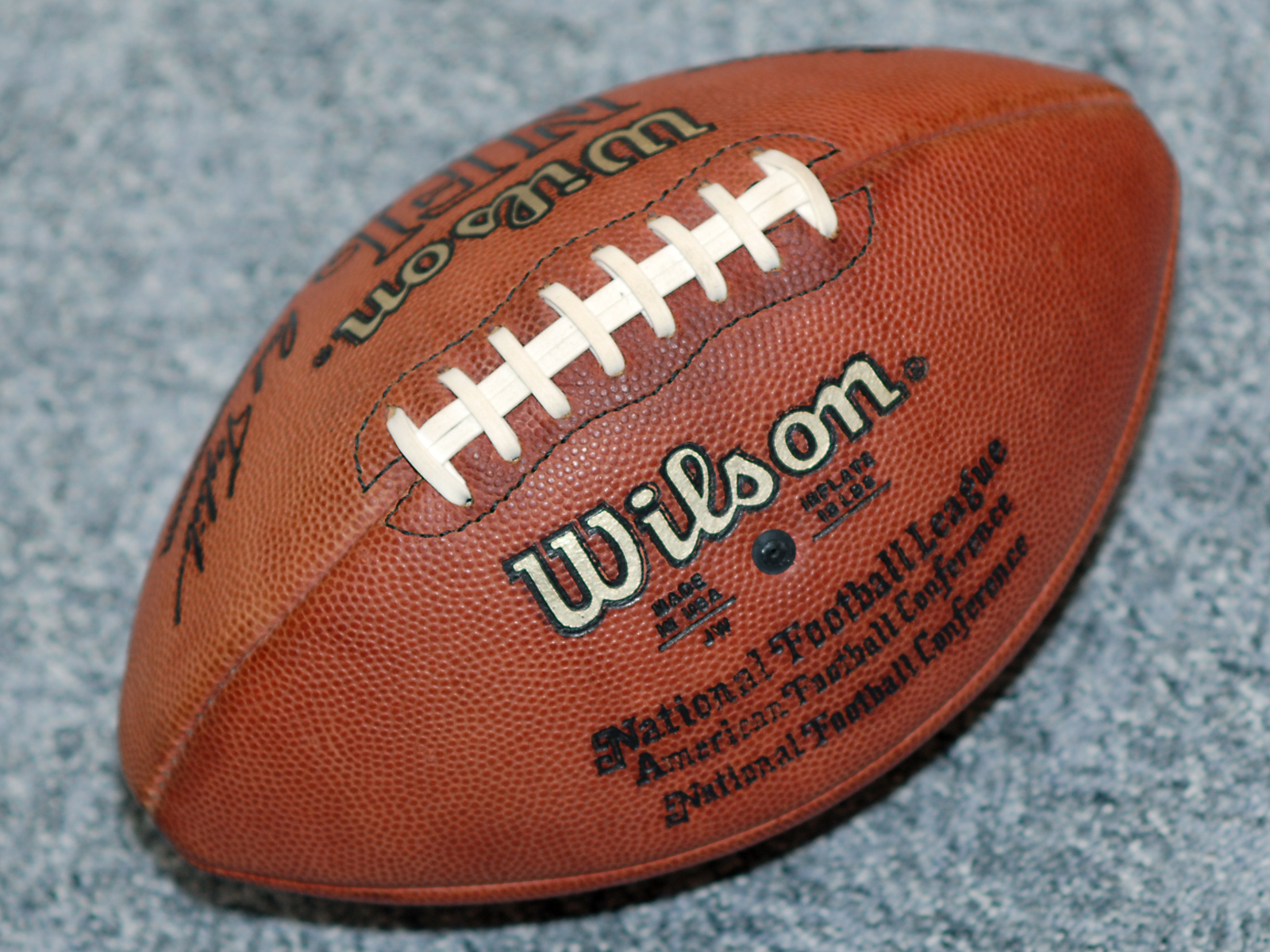
Piłka używana w futbolu amerykańskim.

Objaw piłki futbolowej – objaw radiologiczny związany z występowaniem obszaru o kształcie owalnym (przypominający piłkę do futbolu amerykańskiego) przepuszczającego promieniowanie rentgenowskie, widocznego na zdjęciu przeglądowym jamy brzusznej. Objaw piłki futbolowej występuje najczęściej u niemowląt, u których doszło do spontanicznej lub jatrogennej perforacji żołądka powodującej pneumoperitoneum.